# 7693 Hoshitakuhai
7693 Hoshitakuhai este un asteroid din centura principală de asteroizi.

## Descriere
7693 Hoshitakuhai este un asteroid din centura principală de asteroizi. A fost descoperit pe 20 noiembrie 1982 la Geisei de Tsutomu Seki. Asteroidul prezintă o orbită caracterizată de o semiaxă mare de 2,62 ua, o excentricitate de 0,17 și o înclinație de 13,8° în raport cu ecliptica.